# Mark Jansen
Mark Jansen este un chitarist neerlandez. S-a născut la data de 15 decembrie 1978. În prezent este chitaristul formației Epica.
În anul 1995 a fondat, împreună cu Sander Gommans, formația After Forever. În 2002 a părăsit trupa și a fondat o nouă trupă, Sahara Dust, care mai târziu avea să-și schimbe numele în Epica. 
In 2003 el a schimbat-o pe solista trupei ,cu o fata de 18 ani necunoscuta pe vreama aia,Simone Johhana Maria Simons iubita lui de atunci.Au scos 2 albume printre care e si "Cry for the moon".
1. ↑  Mark Jansen, Česko-Slovenská filmová databáze